# رزقانة (غيفان)
رزقانة (بالفارسية: رزقانه) هي قرية تقع في إيران في قسم غیفان الريفي. يقدر عدد سكانها بـ 365 نسمة بحسب إحصاء 2016.